# Benetton Rugby Treviso 2002-2003

## Super 10 2002-03

### Stagione regolare
| Incontro                             | Andata | Ritorno |
| ------------------------------------ | ------ | ------- |
| Petrarca — Benetton Treviso          | 28-34  | 11-31   |
| Benetton Treviso — Silea             | 32-19  | 62-10   |
| L’Aquila — Benetton Treviso          | 3-68   | 26-66   |
| Benetton Treviso — Rovigo            | 15-8   | 31-18   |
| GRAN Parma — Benetton Treviso        | 10-52  | 11-25   |
| Benetton Treviso — Rugby Roma        | 91-10  | 35-37   |
| Benetton Treviso — Amat. & Calvisano | 25-9   | 19-25   |
| Viadana — Benetton Treviso           | 28-21  | 18-30   |
| Benetton Treviso — Parma             | 41-23  | 42-28   |

#### Risultati della stagione regolare
| Posizione | G  | V  | N | P | PF  | PS  | DP   | B  | Pt |
| --------- | -- | -- | - | - | --- | --- | ---- | -- | -- |
| 2ª        | 18 | 15 | 0 | 3 | 710 | 322 | +388 | 13 | 73 |

### Fase finale
| Turno | Incontro                             | Andata | Ritorno |
| ----- | ------------------------------------ | ------ | ------- |
| SF    | Viadana — Benetton Treviso           | 28-26  | 15-40   |
| F     | Benetton Treviso — Amat. & Calvisano | 34-12  | 34-12   |

## Coppa Italia 2002-03

### Prima fase

#### Girone A
| Incontro                      | Risultato |
| ----------------------------- | --------- |
| Benetton Treviso — Silea      | 21-20     |
| Rovigo — Benetton Treviso     | 23-19     |
| Benetton Treviso — GRAN Parma | 34-29     |

#### Risultati del girone A
| Posizione | G | V | N | P | PF | PS | DP | B | Pt |
| --------- | - | - | - | - | -- | -- | -- | - | -- |
| 2ª        | 3 | 2 | 0 | 1 | 74 | 72 | +2 | 2 | 10 |

### Fase finale
| Turno | Incontro                             | Risultato |
| ----- | ------------------------------------ | --------- |
| SF    | Benetton Treviso — Amat. & Calvisano | 10-21     |

## European Challenge Cup 2002-03
| Turno | Incontro                     | Andata | Ritorno |
| ----- | ---------------------------- | ------ | ------- |
| SdF   | Benetton Treviso — Castres   | 22-9   | 33-17   |
| OF    | Benetton Treviso — Newcastle | 27-8   | 5-35    |

## Verdetti
- Benetton Treviso campione d'Italia
- Benetton Treviso qualificato alla Heineken Cup 2003-2004